# Copa do Mundo de Futebol Feminino Sub-17 de 2012
A Copa do Mundo de Futebol Feminino Sub-17 de 2012 foi a terceira edição do evento organizado pela Federação Internacional de Futebol (FIFA) sendo realizado no Azerbaijão entre 22 de setembro e 13 de outubro de 2012.
A França venceu a Coreia do Norte na final, após empate por 1 a 1 no tempo normal e vitória por 7 a 6 nos pênaltis, e conquistou seu primeiro título em qualquer evento de futebol feminino da FIFA.

## Seleções qualificadas
Dezesseis seleções participaram do torneio, divididas por todas as federações afiliadas à FIFA, com vagas distribuidas da seguinte maneira:
| Confederação                                  | Torneio de qualificação                      | Qualificada (s)              |
| --------------------------------------------- | -------------------------------------------- | ---------------------------- |
| AFC (Ásia)                                    | Campeonato Asiático Sub-16 de 2011           | Japão Coreia do Norte China  |
| CAF (África)                                  | Campeonato Africano Sub-17 de 2012           | Gâmbia Gana Nigéria          |
| CONCACAF (América do Norte, Central e Caribe) | Campeonato da CONCACAF Sub-17 de 2012        | Estados Unidos Canadá México |
| CONMEBOL (América do Sul)                     | Campeonato Sul-Americano Sub-17 de 2012      | Brasil Uruguai Colômbia      |
| OFC (Oceania)                                 | Torneio Qualificatório Sub-17 da OFC de 2012 | Nova Zelândia                |
| UEFA (Europa)                                 | Campeonato Europeu Sub-17 de 2012            | França Alemanha              |
| País-sede                                     | País-sede                                    | Azerbaijão                   |

## Cidades e estádios
Inicialmente todos os jogos seriam realizados em Baku, mas Lankaran também foi selecionada como cidade-sede. A fase final aconteceu no Estádio Tofiq Bahramov.
| Baku                                      | Baku Lankaran | Baku                                   |
| ----------------------------------------- | ------------- | -------------------------------------- |
| Dalga Arena Capacidade: 6 700             | Baku Lankaran | Estádio Shafa Capacidade: 7 600        |
| Estádio Shafa                             | Baku Lankaran | Estádio Shafa                          |
| Baku                                      | Baku Lankaran | Baku                                   |
| Estádio Tofiq Bahramov Capacidade: 30 000 | Baku Lankaran | Estádio 8 km Capacidade: 10 000        |
| Estádio Tofiq Bahramov                    | Baku Lankaran | Estádio 8 km                           |
| Baku                                      | Baku Lankaran | Lankaran                               |
| Estádio Bayil Capacidade: 3 000           | Baku Lankaran | Estádio de Lankaran Capacidade: 12 000 |
|                                           | Baku Lankaran | Estádio de Lankaran                    |

## Arbitragem
As seguintes árbitras foram designados para o torneio:
| Árbitro                | Assistentes                                 |
| AFC                    | AFC                                         |
| ---------------------- | ------------------------------------------- |
| JPN Etsuko Fukano      | JPN Chie Ohata TPE Liu Hsiu-Mei             |
| PRK Ri Hyang-Ok        | PRK Hong Kum-Nyo CHN Zhang Lingling         |
| CONCACAF               |                                             |
| MEX Alondra Arellano   | HON Shirley Perello HON Mady Santos         |
| BRB Gillian Martindale | CAN Suzanne Morisset DOM Milagros Leonardo  |
| JAM Cardella Samuels   | GUY Nykasie Liverpool SLV Elizabeth Aguilar |
| CONMEBOL               |                                             |
| URU Claudia Umpiérrez  | PAR Nadia Weiler URU Luciana Mascaraña      |
| OFC                    |                                             |
| FIJ Finau Vulivuli     | NZL Jacqueline Stephenson PNG Wantin Yangum |

| Árbitro                        | Assistentes                                    |
| CAF                            | CAF                                            |
| ------------------------------ | ---------------------------------------------- |
| TOG Aïssata Amegee             | GHA Emmanuella Aglago UGA Diana Mukasa         |
| UEFA                           |                                                |
| CZE Jana Adámková              | CZE Lucie Ratajová CZE Adriana Šecová          |
| HUN Katalin Kulcsár            | HUN Judit Kulcsár NOR Monica Løkkeberg         |
| UKR Kateryna Monzul            | GRE Panagiota Koutsoumpou GRE Ourania Foskolou |
| SCO Morag Pirie                | NED Nicolet Bakker ESP Judit Romano            |
| ITA Carina Vitulano            | ITA Romina Santuari ITA Giuliana Guarino       |
| POL Karolina Radzik-Johan[RES] | AZE Maya Nabiyeva                              |

- RES. ^ Dupla reserva

## Fase de grupos
As 16 equipes classificadas foram divididas em quatro grupos de quatro equipes cada. Todas se enfrentaram dentro dos grupos, num total de três partidas. A vencedora e a segunda colocada de cada grupo avançaram as quartas-de-final. O sorteio que determinou a composição dos grupos foi realizado em 6 de julho de 2012 no Centro Internacional de Mugam, em Baku.
|  | Equipes classificadas às quartas-de-final |
|  | Equipes eliminadas                        |

Todas as partidas seguem o fuso horário local (UTC+5).

### Grupo A
| Seleção    | P | J | V | E | D | GP | GC | SG  |
| ---------- | - | - | - | - | - | -- | -- | --- |
| Nigéria    | 7 | 3 | 2 | 1 | 0 | 15 | 1  | +14 |
| Canadá     | 7 | 3 | 2 | 1 | 0 | 3  | 1  | +2  |
| Colômbia   | 3 | 3 | 1 | 0 | 2 | 4  | 4  | 0   |
| Azerbaijão | 0 | 3 | 0 | 0 | 3 | 0  | 16 | –16 |

| 22 de setembro | Nigéria    | 1 – 1     | Canadá           | Estádio Tofiq Bahramov, Baku                 |
| 17:00          | Ihezuo 81' | Relatório | Pierre-Louis 63' | Público: 30 250 Árbitro: UKR Kateryna Monzul |

| 22 de setembro | Azerbaijão | 0 – 4     | Colômbia                                        | Estádio Tofiq Bahramov, Baku               |
| 20:00          |            | Relatório | Castillo 17', 20' · Maldonado 44' · Aguirre 73' | Público: 30 250 Árbitro: JPN Etsuko Fukano |

| 25 de setembro | Colômbia | 0 – 1     | Canadá     | Estádio Shafa, Baku                         |
| 14:00          |          | Relatório | Clarke 51' | Público: 4 729 Árbitro: ITA Carina Vitulano |

| 25 de setembro | Azerbaijão | 0 – 11    | Nigéria                                                                                    | Estádio de Lankaran, Lankaran                 |
| 17:00          |            | Relatório | Ihezuo 5', 32', 37', 56', 70' · Ayinde 8', 24' · Biahwo 20', 74' · Yakubu 22' · Bokiri 68' | Público: 10 827 Árbitro: MEX Alondra Arellano |

| 29 de setembro | Canadá        | 1 – 0     | Azerbaijão | Dalga Arena, Baku                             |
| 20:00          | Sanderson 48' | Relatório |            | Público: 5 000 Árbitro: URU Claudia Umpiérrez |

| 29 de setembro | Colômbia | 0 – 3     | Nigéria                             | Estádio Bayil, Baku                          |
| 20:00          |          | Relatório | Ayinde 32', 75' · Duarte 80' (g.c.) | Público: 2 500 Árbitro: JAM Cardella Samuels |

### Grupo B
| Seleção         | P | J | V | E | D | GP | GC | SG  |
| --------------- | - | - | - | - | - | -- | -- | --- |
| Coreia do Norte | 5 | 3 | 1 | 2 | 0 | 13 | 2  | +11 |
| França          | 5 | 3 | 1 | 2 | 0 | 11 | 3  | +8  |
| Estados Unidos  | 5 | 3 | 1 | 2 | 0 | 7  | 1  | +6  |
| Gâmbia          | 0 | 3 | 0 | 0 | 3 | 2  | 27 | –25 |

| 22 de setembro | Coreia do Norte | 11 – 0    | Gâmbia | Estádio 8 km, Baku                          |
| 13:00          | Choe Yun-Gyong 18' · Ri Un-Sim 19', 31' (pen), 34' · Ri Kyong-Hyang 20', 63', 77' · Kim Phyong-Hwa 44' · Kim So-Hyang 68' · Ri Hyang-Sim 87', 90+1' | Relatório |        | Público: 9 000 Árbitro: ITA Carina Vitulano |

| 22 de setembro | França | 0 – 0     | Estados Unidos | Estádio de Lankaran, Lankaran                 |
| 15:00          |        | Relatório |                | Público: 8 100 Árbitro: URU Claudia Umpiérrez |

| 25 de setembro | França    | 1 – 1     | Coreia do Norte | Dalga Arena, Baku                              |
| 14:00          | Diani 60' | Relatório | Ri Un-Sim 59'   | Público: 4 200 Árbitro: BRB Gillian Martindale |

| 25 de setembro | Estados Unidos                                                                   | 6 – 0     | Gâmbia | Dalga Arena, Baku                         |
| 17:00          | Green 25' (pen), 71' · Munerlyn 46' · Jarju 61' (g.c.) · Stanton 83' · Payne 86' | Relatório |        | Público: 4 200 Árbitro: JPN Etsuko Fukano |

| 29 de setembro | Gâmbia                  | 2 – 10    | França | Dalga Arena, Baku                          |
| 17:00          | Bah 48' · Sissohore 69' | Relatório | Cousin 11', 81' · Sanneh 25' (g.c.) · Declercq 35', 78', 85' · Gherbi 53' · Diani 71' · Mbock Bathy 79' · Bojang 90' (g.c.) | Público: 5 000 Árbitro: FIJ Finau Vulivuli |

| 29 de setembro | Estados Unidos | 1 – 1     | Coreia do Norte | Estádio Bayil, Baku                         |
| 17:00          | Jenkins 2'     | Relatório | Ri Un-Sim 4'    | Público: 2 500 Árbitro: HUN Katalin Kulczár |

### Grupo C
| Seleção       | P | J | V | E | D | GP | GC | SG  |
| ------------- | - | - | - | - | - | -- | -- | --- |
| Japão         | 9 | 3 | 3 | 0 | 0 | 17 | 0  | +17 |
| Brasil        | 6 | 3 | 2 | 0 | 1 | 5  | 8  | –3  |
| México        | 3 | 3 | 1 | 0 | 2 | 1  | 10 | –9  |
| Nova Zelândia | 0 | 3 | 0 | 0 | 3 | 3  | 8  | –5  |

| 23 de setembro | México    | 1 – 0     | Nova Zelândia | Estádio Bayil, Baku                       |
| 15:00          | Pérez 36' | Relatório |               | Público: 1 900 Árbitro: CZE Jana Adámková |

| 23 de setembro | Brasil | 0 – 5     | Japão                                           | Estádio Bayil, Baku                         |
| 18:00          |        | Relatório | Masuya 2', 17' · Narumiya 49', 67' · Sugita 63' | Público: 1 900 Árbitro: HUN Katalin Kulcsár |

| 26 de setembro | México | 0 – 1     | Brasil     | Estádio 8 km, Baku                          |
| 17:00          |        | Relatório | Byanca 82' | Público: 7 000 Árbitro: UKR Kateryna Monzul |

| 26 de setembro | Nova Zelândia | 0 – 3     | Japão                                  | Estádio 8 km, Baku                           |
| 20:00          |               | Relatório | Hasegawa 60', 78' · Sumida 90+3' (pen) | Público: 7 000 Árbitro: JAM Cardella Samuels |

| 30 de setembro | Japão | 9 – 0     | México | Estádio Shafa, Baku                     |
| 14:00          | Shimizu 8' · Narumiya 18' (pen) · Shiraki 22', 29' · Inoue 28', 56' · Sugita 69' · Momiki 79' · Nakamura 86' | Relatório |        | Público: 3 000 Árbitro: SCO Morag Pirie |

| 30 de setembro | Nova Zelândia                                     | 3 – 4     | Brasil                                                   | Estádio 8 km, Baku                      |
| 14:00          | Jensen 4' · Ana Clara 45+1' (g.c.) · Puketapu 77' | Relatório | Byanca 10' · Brena 26' · Andressa 35' (pen) · Camila 55' | Público: 8 857 Árbitro: PRK Ri Hyang-Ok |

### Grupo D
| Seleção  | P | J | V | E | D | GP | GC | SG  |
| -------- | - | - | - | - | - | -- | -- | --- |
| Alemanha | 7 | 3 | 2 | 1 | 0 | 8  | 4  | +4  |
| Gana     | 6 | 3 | 2 | 0 | 1 | 8  | 2  | +6  |
| China    | 4 | 3 | 1 | 1 | 1 | 5  | 3  | +2  |
| Uruguai  | 0 | 3 | 0 | 0 | 3 | 2  | 14 | –12 |

| 23 de setembro | Gana        | 1 – 2     | Alemanha              | Dalga Arena, Baku             |
| 15:00          | Ayieyam 80' | Relatório | Beil 13' · Bremer 19' | Árbitro: MEX Alondra Arellano |

| 23 de setembro | Uruguai | 0 – 4     | China                                                | Dalga Arena, Baku                       |
| 18:00          |         | Relatório | Tang Jiali 23' · Zhang Chen 34', 41' · Lu Yueyun 79' | Público: 3 000 Árbitro: SCO Morag Pirie |

| 26 de setembro | Uruguai | 0 – 5     | Gana                                                      | Estádio Bayil, Baku                     |
| 17:00          |         | Relatório | Ayieyam 8' · Okyere 24', 79' · Ahialey 45' · Alhassan 78' | Público: 2 600 Árbitro: PRK Ri Hyang-Ok |

| 26 de setembro | China          | 1 – 1     | Alemanha        | Estádio Bayil, Baku                        |
| 20:00          | Miao Siwen 12' | Relatório | Kiessling 90+4' | Público: 2 600 Árbitro: TOG Aïssata Amegee |

| 30 de setembro | Alemanha                                                       | 5 – 2     | Uruguai         | Estádio de Lankaran, Lankaran                  |
| 17:00          | Daebritz 14', 64' · Knaak 48' · Kiessling 65' · Beck 80' (pen) | Relatório | Badell 42', 87' | Público: 8 610 Árbitro: BRB Gillian Martindale |

| 30 de setembro | China | 0 – 2     | Gana             | Estádio 8 km, Baku                        |
| 17:00          |       | Relatório | Ayieyam 18', 88' | Público: 8 857 Árbitro: CZE Jana Adámková |

## Fase final
|  | Quartas de final    | Quartas de final    |                      |          | Semifinais     | Semifinais     |  |  | Final                | Final |
|  |                     |                     |                      |          |                |                |  |  |                      |       |
|  | 4 de outubro – Baku |                     |                      |          |                |                |  |  |                      |       |
|  |                     |                     |                      |          |                |                |  |  |                      |       |
|  | Nigéria             | 0 (3)               |                      |          |                |                |  |  |                      |       |
|  | Nigéria             | 0 (3)               | 9 de outubro – Baku  |          |                |                |  |  |                      |       |
|  | França (pen)        | 0 (5)               |                      |          |                |                |  |  |                      |       |
|  | França (pen)        | 0 (5)               | França               | 2        |                |                |  |  |                      |       |
|  | 5 de outubro – Baku |                     | França               | 2        |                |                |  |  |                      |       |
|  |                     | Gana                | 0                    |          |                |                |  |  |                      |       |
|  | Japão               | Gana                | 0                    | 0        |                |                |  |  |                      |       |
|  | Japão               |                     | 13 de outubro – Baku | 0        |                |                |  |  |                      |       |
|  | Gana                | 1                   |                      |          |                |                |  |  |                      |       |
|  | Gana                | 1                   | França (pen)         | 1 (7)    |                |                |  |  |                      |       |
|  | 4 de outubro – Baku |                     | França (pen)         | 1 (7)    |                |                |  |  |                      |       |
|  |                     | Coreia do Norte     | 1 (6)                |          |                |                |  |  |                      |       |
|  | Coreia do Norte     | Coreia do Norte     | 1 (6)                | 2        |                |                |  |  |                      |       |
|  | Coreia do Norte     | 9 de outubro – Baku |                      | 2        |                |                |  |  |                      |       |
|  | Canadá              | 1                   |                      |          |                |                |  |  |                      |       |
|  | Canadá              | 1                   | Coreia do Norte      | 2        | Terceiro lugar | Terceiro lugar |  |  |                      |       |
|  | 5 de outubro – Baku |                     | Coreia do Norte      | 2        | Terceiro lugar | Terceiro lugar |  |  |                      |       |
|  |                     | Alemanha            | 1                    |          |                |                |  |  |                      |       |
|  | Alemanha            | Alemanha            | 1                    | 2        | Gana           | 1              |  |  |                      |       |
|  | Alemanha            |                     |                      | 2        | Gana           | 1              |  |  |                      |       |
|  | Brasil              | 1                   |                      | Alemanha | 0              |                |  |  |                      |       |
|  | Brasil              | 1                   |                      |          | 0              |                |  |  |                      |       |
|  |                     |                     |                      |          |                |                |  |  | 13 de outubro – Baku |       |
|  |                     |                     |                      |          |                |                |  |  |                      |       |

### Quartas-de-final
| 4 de outubro | Coreia do Norte    | 2 – 1     | Canadá       | Estádio 8 km, Baku                      |
| 17:00        | Ri Un-Sim 78', 87' | Relatório | Prince 90+1' | Público: 6 842 Árbitro: SCO Morag Pirie |

| 4 de outubro | Nigéria | 0 – 0     | França | Estádio 8 km, Baku                      |
| 20:00        |         | Relatório |        | Público: 6 852 Árbitro: PRK Ri Hyang-Ok |

|                               |       | Penalidades                                      |  |
| Emenayo Nnodim Ofoegbu Biahwo | 3 – 5 | Toletti Declercq Mbock Bathy Cascarino Romanelli |  |

| 5 de outubro | Alemanha                   | 2 – 1     | Brasil       | Estádio 8 km, Baku                           |
| 17:00        | Daebritz 31' · Knaak 90+2' | Relatório | Djenifer 13' | Público: 2 762 Árbitro: MEX Alondra Arellano |

| 5 de outubro | Japão | 0 – 1     | Gana        | Estádio 8 km, Baku                          |
| 20:00        |       | Relatório | Sumaila 53' | Público: 2 762 Árbitro: UKR Kateryna Monzul |

### Semifinal
| 9 de outubro | França         | 2 – 0     | Gana | Estádio 8 km, Baku                           |
| 17:00        | Diani 31', 89' | Relatório |      | Público: 4 651 Árbitro: JAM Cardella Samuels |

| 9 de outubro | Coreia do Norte       | 2 – 1     | Alemanha  | Estádio 8 km, Baku                            |
| 20:00        | Kim So-Hyang 39', 47' | Relatório | Knaak 59' | Público: 4 651 Árbitro: URU Claudia Umpiérrez |

### Disputa pelo 3º lugar
| 13 de outubro | Gana       | 1 – 0     | Alemanha | Estádio Tofiq Bahramov, Baku               |
| 17:00         | Okyere 38' | Relatório |          | Público: 27 128 Árbitro: CZE Jana Adámková |

### Final
| 13 de outubro | França       | 1 – 1     | Coreia do Norte | Estádio Tofiq Bahramov, Baku                 |
| 20:00         | Declercq 33' | Relatório | Ri Un-Sim 79'   | Público: 27 128 Árbitro: ITA Carina Vitulano |

|                                                                       |       | Penalidades                                                                                          |  |
| Toletti Declercq Mbock Bathy Romanelli Cascarino Bruneau Carage Diani | 7 – 6 | Kim Un-Hwa Choe Chung-Bok Choe Yun-Gyong Kim Hyang-Mi Ri Kyong-Hyang Ri Un-Sim Ri Kum-Suk Ri Un-Yong |  |

## Premiações
| Copa do Mundo de Futebol Feminino Sub-20 de 2012 |
| França                                           |
| ------------------------------------------------ |
| FRANÇA Campeã (1º título)                        |

### Individuais
| Chuteira de Ouro | Bola de Ouro            | Luva de Ouro       | Fair Play |
| ---------------- | ----------------------- | ------------------ | --------- |
| PRK Ri Un-Sim    | FRA Griedge Mbock Bathy | FRA Romane Bruneau | Japão     |

## Artilharia
| 8 gols (1) - PRK Ri Un-Sim 6 gols (1) - NGA Chinwendu Ihezuo 4 gols (4) - FRA Kadidiatou Diani - FRA Lea Declercq - GHA Jane Ayieyam - NGA Halimatu Ayinde 3 gols (6) - GER Rebecca Knaak - GER Sara Daebritz - GHA Priscilla Okyere - JPN Yui Narumiya - PRK Kim So-Hyang - PRK Ri Kyong-Hyang 2 gols (14) - BRA Byanca - CHN Zhang Chen - COL Dayana Castillo - FRA Pauline Cousin - GER Ricarda Kiessling - JPN Akari Shiraki - JPN Ayaka Inoue - JPN Hina Sugita - JPN Rika Masuya | 2 gols (continuação) - JPN Yui Hasegawa - NGA Tessy Biahwo - PRK Ri Hyang-Sim - URU Yamila Badell - USA Summer Green 1 gol (38) - BRA Andressa - BRA Brena - BRA Camila - BRA Djenifer - CAN Amandine Pierre-Louis - CAN Nichelle Prince - CAN Summer Clarke - CAN Valerie Sanderson - CHN Lu Yueyun - CHN Miao Siwen - CHN Tang Jiali - COL Gabriela Maldonado - COL Laura Aguirre - FRA Candice Gherbi - FRA Griedge Mbock Bathy - GAM Penda Bah - GAM Sainey Sissohore - GER Pauline Bremer - GER Sharon Beck | 1 gol (continuação) - GER Vivien Beil - GHA Alberta Ahialey - GHA Fatima Alhassan - GHA Sherifatu Sumaila - JPN Mizuki Nakamura - JPN Rin Sumida - JPN Risa Shimizu - JPN Yuka Momiki - MEX Fernanda Pérez - NGA Aminat Yakubu - NGA Joy Bokiri - NZL Emily Jensen - NZL Martine Puketapu - PRK Choe Yun-Gyong - PRK Kim Phyong-Hwa - USA Amber Munerlyn - USA Darian Jenkins - USA Morgan Stanton - USA Toni Payne Gols-contra (5) - BRA Ana Clara (para a Nova Zelândia) - COL Diana Duarte (para a Nigéria) - GAM Amie Jarju (para os Estados Unidos) - GAM Mariama Bojang (para a França) - GAM Metta Sanneh (para a França) |